# Bragança Mária Izabella spanyol királyné
Mária Izabella (Queluz, Portugália, 1797. május 19. – Aranjuez, Spanyolország, 1818. december 26.), VI. János portugál király második leányaként portugál infánsnő, majd Spanyolország királynéja 1816-os házasságától 1818-ban bekövetkezett haláláig. VII. Ferdinánd spanyol király második felesége volt. Ő volt a mai Madridi Nemzeti Múzeum (spanyolul: Prado) alapításának egyik elsőszámú szorgalmazója és mecénása.

## Életrajza

### Ifjúkora

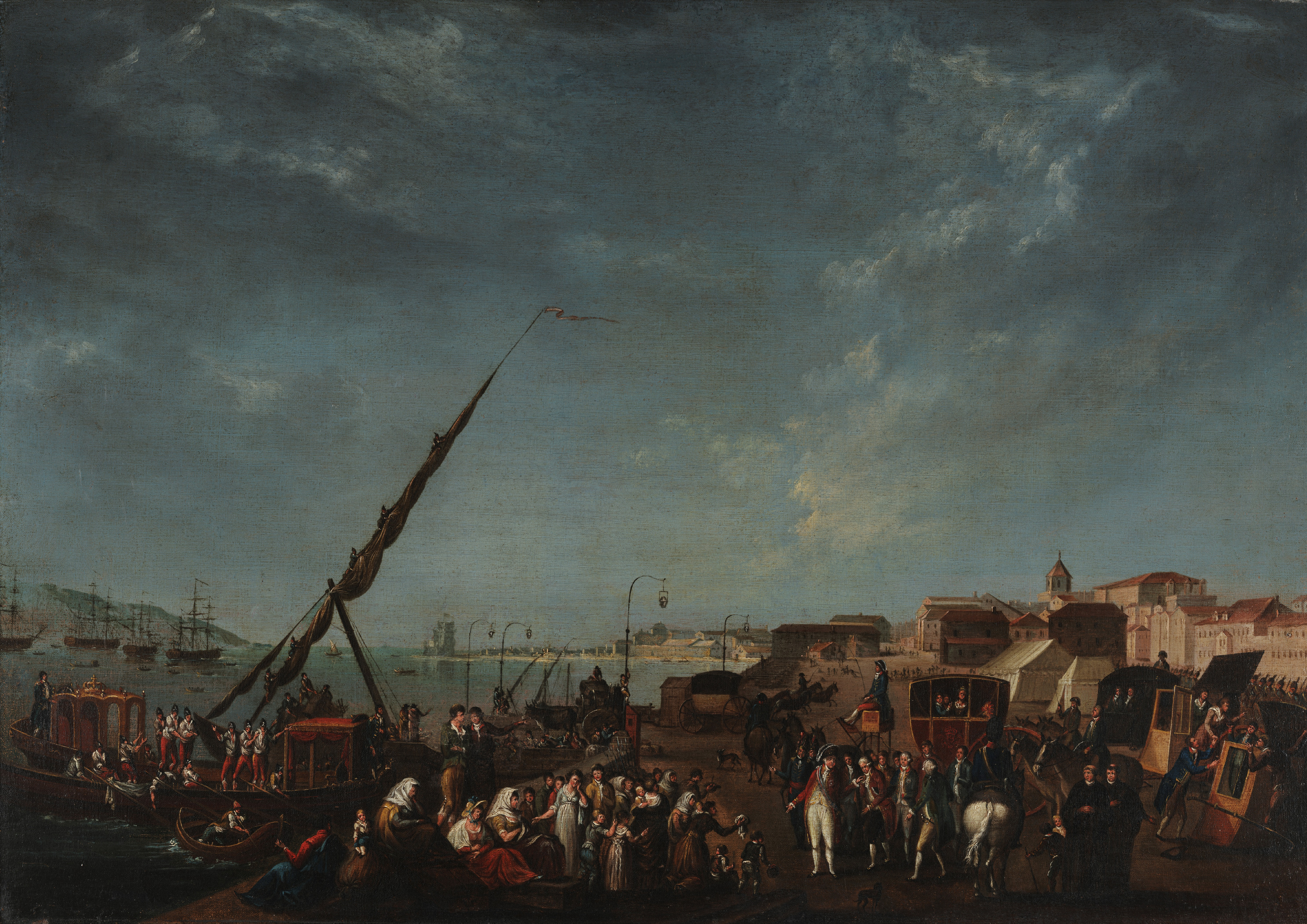
A portugál királyi család megérkezése Brazíliába 1807-ben

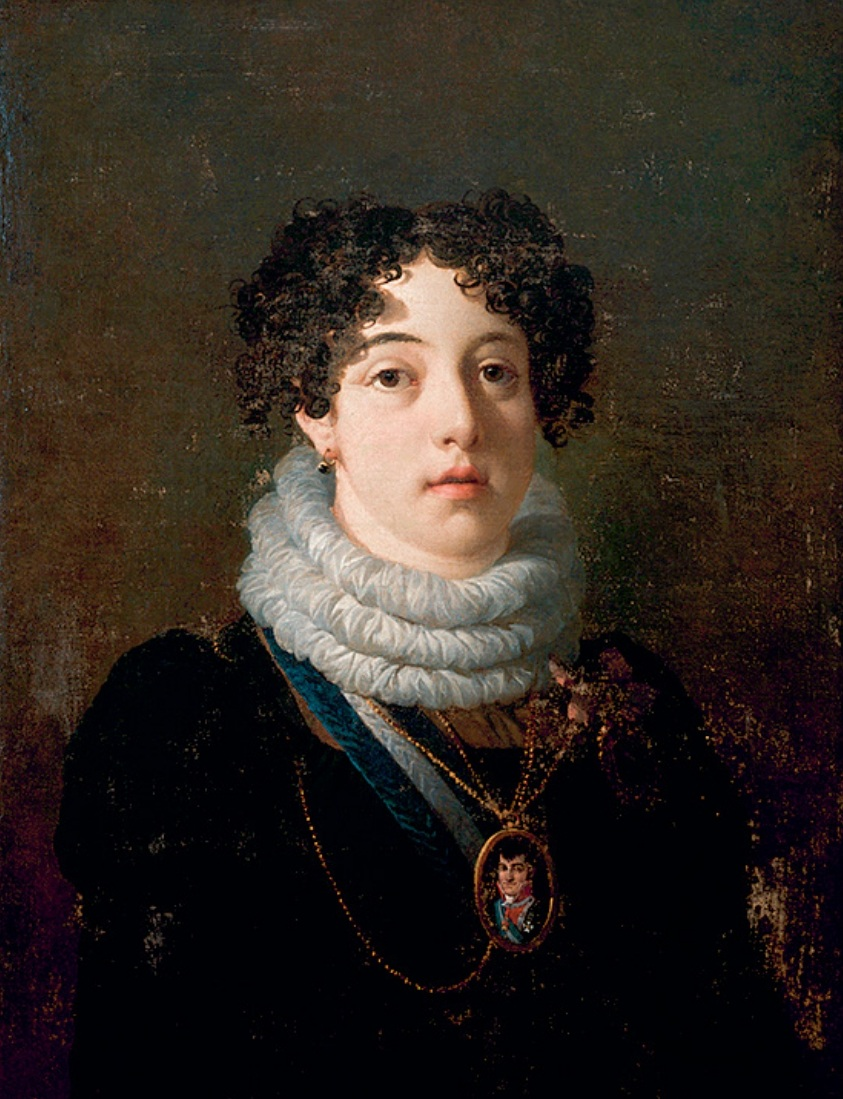
Az ifjú Mária Izabella portréja 1815-ből

Mária Izabella 1797. május 19-én született a queluzi palotában, mint I. Mária portugál királynő unokája. Édesapja János, Portugália régenshercege (1816-tól az ország királya), míg édesanyja Sarolta Johanna, IV. Károly spanyol király leánya volt. Az infánsnő szülei tíz gyermeke közül a harmadik, egyben a második legidősebb leánygyermek volt. Teljes születési neve Mária Izabella Franciska de Assís Antónia Sarolta Johanna Jozefa Xavéria de Paula Mikéla Rafaella Izabella, portugálul: Maria Isabel Francisca de Assis Antónia Carlota Joana Josefa Xavier de Paula Micaela Rafaela Isabel lett.
Szülei házassága a kezdetektől a végégig boldogtalan volt. Ennek egyik legfőbb oka a királyi pár teljesen eltérő személyisége: a régensherceg barátságos, jóindulatú és politikai ambícióktól mentes személy volt, ellentétben feleségével, aki impulzív, makacs és nagyhatalmi politikai szerepet akart betölteni. Szülei ellentéte azonban nem nyomta rá bélyegét Mária Izabella ifjúkorára, mivel mind a két felmenője családcentrikus volt és ragaszkodott gyermekeihez, ellentétben a kor nevelési szokásaival.
Az infánsnő és családjának élete drasztikusan megváltozott, amikor Bonaparte Napóleon császár csapatai megszállták az országot, ezért a portugál királyi udvart Brazíliába helyezték át. Rio de Janeirói tartózkodásuk alatt Mária Izabella és testvéreinek neveléséről édesanyjuk gondoskodott. Nevelésük sokkal lazább és liberálisabb szellemben történt mint más európai uralkodócsaládok gyermekei esetében. Az infánsnőről úgy tartották, hogy kedves és kiegyensúlyozott, ámde félénk természetű, személyiségében nagyon hasonló édesapjához.

### Házassága

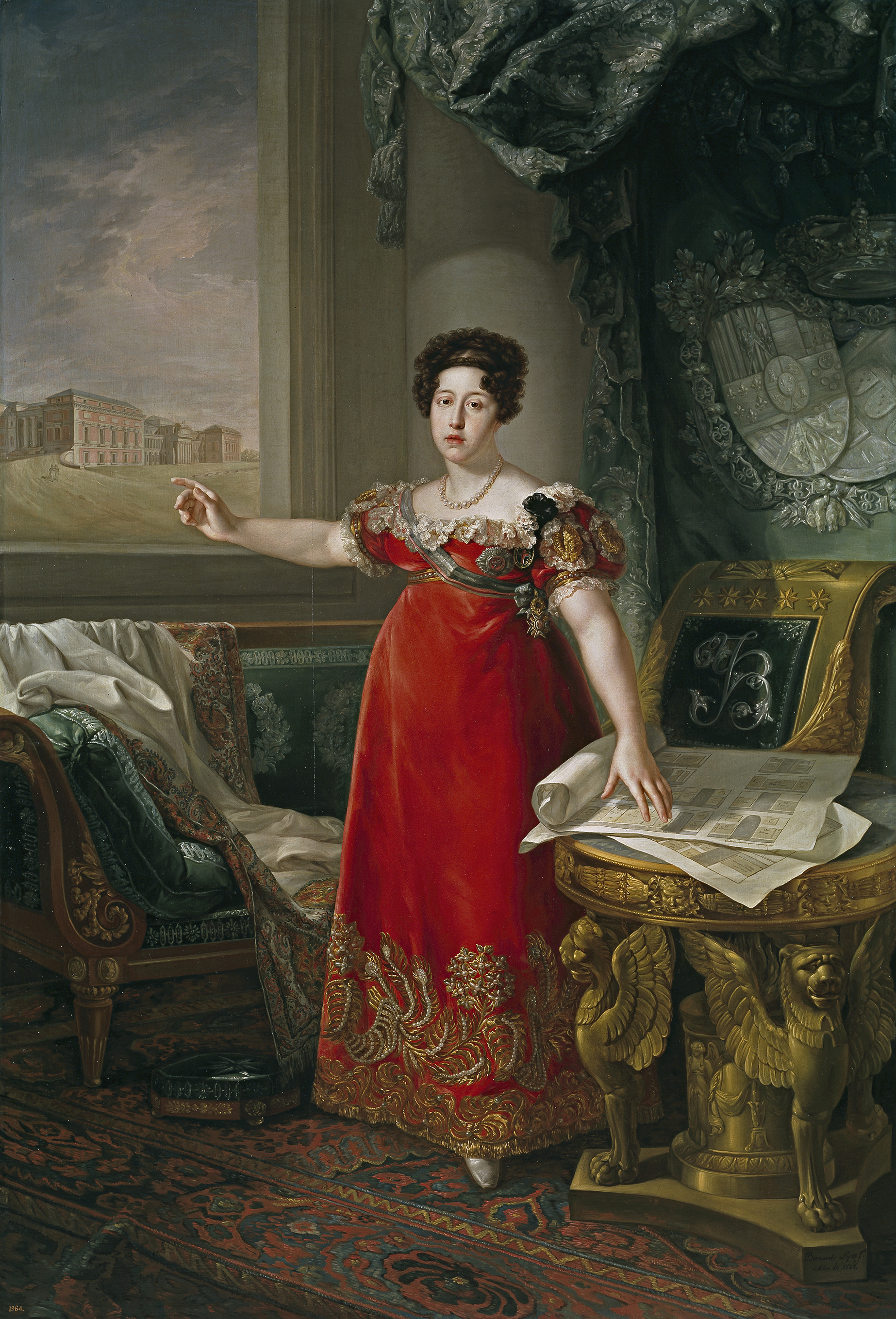
Mária Izabella posztumusz portréja, amely a Museo del Prado alapítójaként ábrázolja a királynét

VII. Ferdinánd spanyol király első felesége, Mária Antónia még 1806-ban hunyt el gyermektelenül. A napóleoni háborúk során a királyt elűzték trónjáról, majd visszatérését követően újra esedékessé vált a trónöröklés kérdése, egyben a spanyol Bourbon-ház fennmaradása. Ferdinánd miniszterét, Miguel de Lardizábal y Uribét bízta meg a házassági tárgyalások megkezdésével, ami egy kettős-esküvőt tartalmazott. Ennek értelmében a király feleségül veszi Mária Izabellát, míg az infánsnő húga, Mária Franciska hozzámegy a király öccséhez, Molina grófjához.
1816. március 20-án elhunyt I. Mária portugál királynő. Ezzel Portugália, Brazília és az Algarvék Egyesült Királyságának új királya a száműzetésben lévő Mária Izabella apja lett VI. János néven. A Ferdinánd király és Mária Izabella közötti házasságot is magába foglaló szerződést még 1816. február 22-én írták alá. Nem sokkal ezt követően az infánsnő és húga visszautazott Európába. Bár a nővérek kapcsolatát szeretetteljesnek írják le, Mária Franciska örökölte édesanyja impulzív személyiségét és nagyratörő politikai ambícióit, amivel szöges ellentéte volt nővérének. A kettős-esküvőre 1816. szeptember 22-én került sor, Madridban. A pár közeli rokoni kapcsolatban állt egymással: Mária Izabella Ferdinánd unokahúga volt. Házasságkötésükkor a király harminckettő, a menyasszony tizenkilenc éves volt.

### Spanyolország királynéjaként

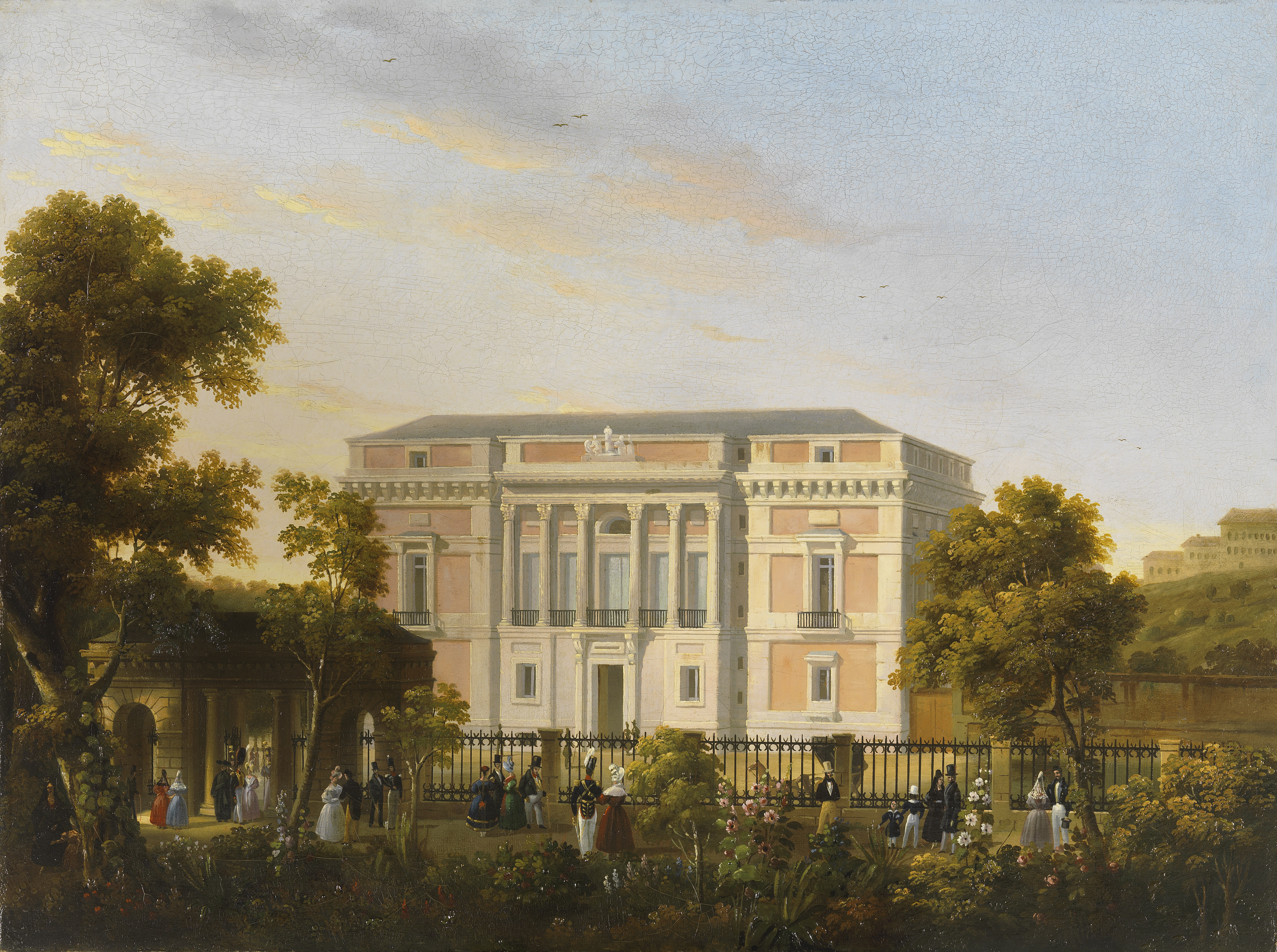
A Prado épülete 1819-ben

A spanyol társadalom nem fogadta jól a házasság hírét. A fővárosban olyan röpiratok kezdtek terjedni, ami Mária Izabelláról a következőt állították: Pea, pobre y portuguesa ¡Chúpate esa! (azaz: Csúnya, szegény és portugál. Megszívtad!). Ennek ellenére Ferdinánd és Mára Izabella között hamar baráti kapcsolat alakult ki, az újdonsült királyné szinte egyből teherbe is esett. Első gyermekük születésére 1817. augusztus 21-én került sor. A leánygyermek a Mária Lujza Izabella nevet kapta, ám élete nem tartott sokáig, mivel 1818. január 9-én, pár hónapos korában elhunyt.
Mária Izabella királyné a kultúrájával és a művészetek iránti szenvedélyével tűnt ki. Az ő kezdeményezésére indult az a férje által vezetett folyamat, amely során összegyűjtötték a korábbi spanyol uralkodók műalkotásait (főként a festményeket és szobrokat), hogy egy királyi múzeumban bemutassák azokat. Ez a kezdeményezés alapozta meg a Prado, azaz a mai Madridi Nemzeti Múzeum létrejöttét. A múzeum megnyitását a királyné azonban már nem élte meg, az ugyanis 1819. november 19-én zajlott, egy évvel tragikus halálát követően.

### Halála
Első gyermeke születése után a királyné szervezete legyengült, ám nem sokkal ezt követően újból teherbe esett. 1818. december 26-án, az aranjuezi királyi palotában megkezdődött második gyermekének komplikált szülése. A baba farfekvéses volt, majd nem sokkal ezt követően az orvosok azt is észrevették, hogy a gyermek elhalálozott. Mária Izabella a szülés folyamán elvesztette az eszméletét, egy ponton a légzése is leállt. Az orvosai tévesen halottnak diagnosztizálták, ezért megkezdték a halott gyermek eltávolítását az anyából a has felvágásával. A folyamat során a királyné azonban visszanyerte eszméletét, majd a fájdalomtól felsikított, azonban addigra már annyi vért vesztett, hogy ténylegesen összeesett és meghalt.
Mária Izabella VII. Ferdinánd első feleségéhez, Mária Antóniához hasonlóan mindössze huszonegy évet élt. Testét a spanyol királyi család hagyományos temetkezési helyén, a San Lorenzo de El Escorial-i királyi kolostorban helyezték el. Férje még két alkalommal házasodott meg: harmadik felesége Szászországi Mária Jozefa Amália volt, ám gyermeke csak negyedik feleségétől – aki Mária Izabellához hasonlóan Ferdinánd unokahúga volt –, Szicíliai Mária Krisztinától születtek.